# 芬兰汤姆
- 關於同名芬兰电影，請見「芬兰汤姆 (电影)」。
- 關於同名芬兰音乐剧，請見「芬兰汤姆 (音乐剧)」。

芬兰汤姆，或称芬兰的汤姆（英語：Tom of Finland，1920年5月8日－1991年11月7日），出身芬兰卡里纳，本名托科·拉克索宁（芬蘭語：Touko Laaksonen），是一名性崇拜幻想艺术家，以其同性爱艺术作品及影响20世纪晚期同性恋文化而著称。他在超过四十年的時間中画了约3500张插画，大多数特点是显示男子第一及第二性征：强壮肌肉的躯干、四肢、臀部及现实中不太可能的硕大阳具。紧身或者部分脱下的衣服用来表现这些特征，如阳具经常激凸的包在紧身裤子当中展示给观众。他的画作经常表现两个或者更多男子即将高潮或性愛动作。

## 生活与职业

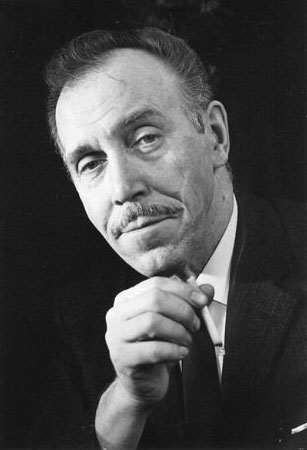
托科·拉克索宁（摄于1959年）

托科·拉克索宁在他年轻时做了第一批色情画作，但没有留存。拉克索宁开始说他隐藏了这些作品，但是后来又销毁了，因为“我要参军”。他的画作以他年輕時接觸的芬兰肌肉强壮的劳动者形象为基调。芬兰不久即卷入与苏联的冬季战争当中，正式加入到第二次世界大战。拉克索宁应征加入芬兰部队，担任防空部队的少尉。他后来认为他对穿制服男性的性崇拜幻想就是因为在军中的经历。战后，拉克索宁退伍，在广告业做商业画师，继续以自己的趣味创作色情画作。
1956年，拉克索宁向美国颇有影响力的杂志《男人体》（Physique Pictorial）提交了一些同性色情画作获得发表，署笔名汤姆，一个与他的名字托科类似的名字。杂志编辑将名字改为了“芬兰汤姆”。
拉克索宁的作品引起了同性恋社群的极大关注。到1974年，他已经出版了色情漫画畫集，并在艺术界有所影响。他最知名的作品都以男性感十足的同性恋为原型，如伐木工人、骑摩托车的警察、水手、商人、摩托车骑士、皮衣男子等。他最著名的漫画系列是“Kake”，其中包含了大量的此种角色。
拉克索宁作品展开始于1970年代，1973年他辞去国际广告公司麦肯广告在赫尔辛基办事处的全职工作。他这样描述當時的生活：“从那时起，我就生活在牛仔裤中，以我的画作为生”。
1979年，拉克索宁建立了芬兰汤姆公司，收集和发表他的作品。这个公司仍然存在，发展为非盈利基金会，致力于收集、保存及展览同性恋色情艺术作品。 1990年代末，公司以他的作品为基础引入时尚产品，涵盖了很多以他作品中的装扮为特征的服饰。时尚产品用于时尚文化活动中的原创同性色情画作开支。他们的走秀也经常与其他时尚公司一样在很多地点同时举行。
在拉克索宁去世前，他成为芬兰纪录片《爹地和肌肉学院——芬兰汤姆的艺术、生活及时代》（Daddy and the Muscle Academy - The Art, Life, and Times of Tom of Finland）的主题，该片包含了他的访谈。欧洲发行人Taschen已经出版了他的不同的作品集，包括三个回顾选集。
他的画作很多都基于照片，但是不是完全再现。照相的灵感一方面用于创造有着可信的动作及手势、栩栩如生的动感图像，另一方面，拉克索宁夸大人体特征及以他的想法展示男性美及性诱惑，将真实与幻想结合起来。在《爹地和肌肉学院——芬兰汤姆的艺术、生活及时代》中，湯姆对一些细节加以解释，同时还将一些照片及画作并排展示说明。

## 争论及艺术鉴赏
在生前及身后，对拉克索宁的作品的评价在艺术社群一直有不同的声音，或赞赏或蔑视。拉克索宁与同性恋照相师罗伯特·梅普尔索普的友谊也是备受争论，后者的作品经常表现性虐恋及性崇拜幻想。
对他画作的一个争论是对穿纳粹制服的男性进行色情化处理。这些构成了他全部作品的一小部分，但是对这些角色恭维的视觉处理导致一些观众认为这是与纳粹有共鸣感或者亲纳粹。在他最近的作品选集中，这类作品被略去。后来，拉克索宁否认这些作品，并且极力不赞同将他与法西斯主义或者种族主义联系起来。他还在他的图画中描绘了大量的黑人男子，没有明显的种族或政治信息；尽管他们与种族主义漫画一样被描述为性欲超强的黑人男性，但这些特性也都同样出现在拉克索宁描绘的白人角色上。
艺术评论家对拉克索宁的作品看法不一。他的细节作画技术，导致他被形容为“用铅笔的大师”，而荷兰报纸Het Parool的一位评论家则相反的形容他的作品为“没有表现力的说明”。
不可忽略的争议是，关于他作品中描绘的“超级男性”（拥有巨大性器和强壮肌肉的男人）是温和的还是令人讨厌的，或是他的作品中是否有颠覆传统的更深层次的複雜事物。例如，一些评论家指出的一些例子中，男性味道十足的角色在虐恋的场景中表现出在传统的粗暴中带有明显的外在温和或是调皮的笑容。
在这些情况下，仍有大量基于单纯功利主义而赞叹的读者，如阿姆斯特丹的一个皮具店及艺术画廊的主人Rob Meyer描述的那样“这些作品不是用来谈论的，是用来自慰的”。

## 文化冲击及遗产

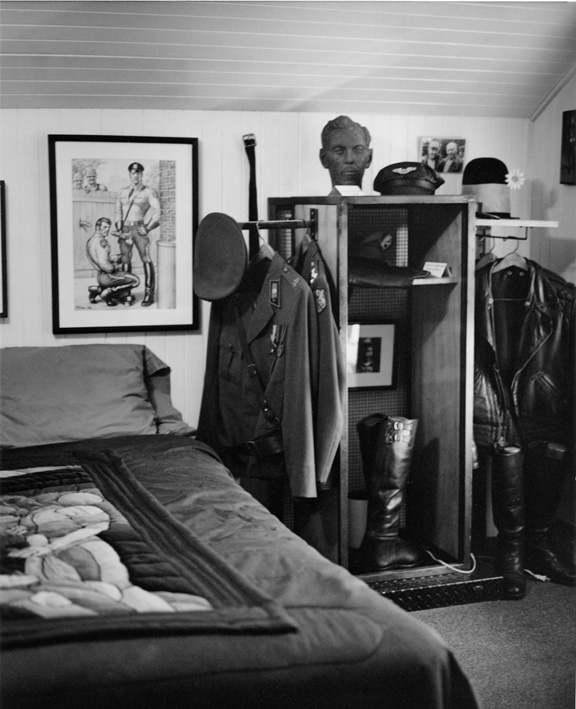
在基金会的芬兰汤姆的纪念室，摆放有他的个人物品，Henning von Berg 2002年在洛杉矶拍摄。

可以说，拉克索宁的作品使得地下皮装反主流文化复苏并且商业化，并且在第二次世界大战后，1970年代末及1980年代初艾滋病出现在同性恋社群前达到了高峰。
这段时期，大量的同性恋男子采取这样的服装、造型及举止都是直接源于他的作品（如村民乐队的Glenn Hughes）。尽管在1980年代中期这种装扮的流行已经衰落，但拉克索宁的作品仍然广泛使用在同性恋出版物，酒吧，夜总会，以及网上的情色主题社区。 帽子、皮夹克和胡子的组合成为西方世界流行文化中的同性恋男子的视觉形象（见警察学院电影系列） 。
在1970年代后期，时装设计师薇薇安·魏斯伍德（Vivienne Westwood）以拉克索宁的画作制作了以性为特征的T恤，商店由魏斯伍德及其伙伴马尔科姆·麦克拉伦（Malcolm McLaren）运作。T恤由性手枪的席德·维瑟斯（Sid Vicious）做模特，成为朋克历史进程中标志性的一部分。
在 1980年代后期，艺术家G.B. 琼斯（G.B. Jones）开始名为“汤姆女孩”的系列画作。作品以芬兰汤姆的风格为基础，但是以朋克女孩及其他明显的亚文化女性为特色。然而，与汤姆的作品不同，琼斯的作品中，权威形象的存在只是被破坏，而没有被服从。两位艺术家在1990年代早期在纽约一起出现过。
1999年，在巴黎的芬兰文化中心（Institut Culturel Finlandais）举办了一个展览。
纽约的现代艺术博物馆获取了一些拉克索宁的画作作为永久藏品。
为纪念芬兰汤姆去世15周年，赫尔辛基艺术博物馆于2006年举办了一次芬兰汤姆画展。同时也出版了一部有关芬兰汤姆画作的书籍（《Ennennäkemätöntä - Unforeseen》，前所未闻）。
2011年作为欧洲文化之都活动的一部分，图尔库市举办了一次芬兰汤姆回顾展。
2014年在赫尔辛基一个叫Muu-galleria的画廊也展示了芬兰汤姆的一些画作。同时也出版芬兰汤姆系列画的选集。
2016年5月7日至8月7日赫尔辛基艺术厅举办了一个名为《芬兰汤姆：游戏的欢愉》（Tom of Finland: The Pleasure of Play）的画展。
2017年1月图尔库城市剧院首演了名为《芬兰汤姆》的音乐剧。
2017年1月27日哥德堡电影节首映名为《芬兰汤姆》的电影，该电影在芬兰首映于2017年2月24日。
为纪念拉克索宁诞生100周年，2020年2月21日至4月19日在爱沙尼亚塔林举办芬兰汤姆为模特拍摄的照片展览。

### 视频录像
- 《爹地和肌肉学院——芬兰汤姆的艺术、生活及时代》（Daddy and the Muscle Academy: Tom of Finland）：作者Ilppo Pohjola，制片人Kari Paljakka及Alvaro Pardo，英国的Oracle Home Entertainment在2002年出版。片长93分钟，含有拉克索宁的画作，限定18岁以上观众观看。

### 邮票
2014年9月芬兰邮政发行了有三枚拉克索宁画作邮票的小全张，同时还在芬兰邮政博物馆里展示了他的一些信件。两张邮票中展示了画作的部分，当中一个裸体男人坐在另一个穿着成警察的男人的两腿之间。另一张邮票则显示了一个赤裸的臀部，其两腿之间为一个男人的脸庞。这套邮票收到了来自178个国家的订单，完全超出了芬兰邮政的期望，成为芬兰邮政历史上最畅销的一套邮票。

## 个人生活

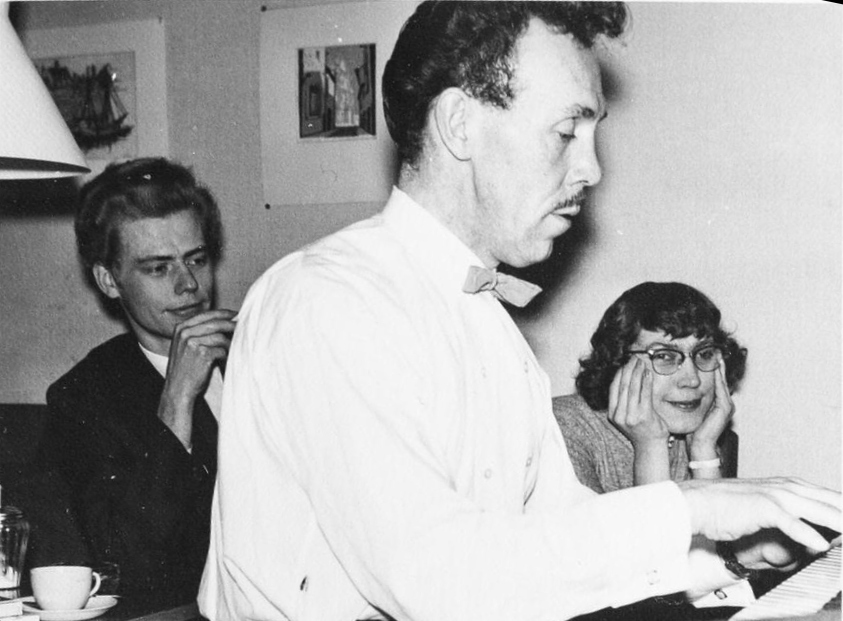
拉克索宁在弹钢琴，背后是他的生活伴侣韦利·迈基宁和姐姐凯娅。

拉克索宁的生活伴侣是韦利·迈基宁（Veli Mäkinen）。迈基宁在1981年7月因喉头癌去世。
除了对姐姐凯娅（Kaija）之外拉克索宁从未对他的家人透露他的性取向。家人和亲属在他去世之前从不知道“芬兰汤姆”是拉克索宁的艺名。他的生活伴侣迈基宁只是被介绍为同租一套房子的室友。
除绘画外拉克索宁也是一位很有才华的音乐家。他的父亲曾是一个合唱团的指挥，拉克索宁曾在1940年代西贝柳斯音乐学院里学习过音乐。在年轻的时候他曾在合唱团里唱过低音，在战后也曾在餐馆里弹过钢琴。他谱写过的一个曲子也曾在1949年发表。
因职业的缘故，拉克索宁去过多次美国，特别是当他的同伴去世后他在美国待得更久。在去世前的几个冬天里他都在加州南部度过。
他的外甥在2016年对记者说他的舅舅是一个好交际、有幽默感、和喜欢跟小孩一起玩耍的人。

## 扩展阅读
- Hooven, F. Valentine. Tom of Finland: His Life and Times. New York: St. Martin's Press, 1993. ISBN 031209325X
- Ramakers, Mischa. Dirty Pictures: Tom of Finland, Masculinity and Homosexuality. New York: St. Martin's Press, 2001. ISBN 0312205260
- Tom of Finland: The Art of Pleasure. Mischa Ramakers, ed. London: Taschen, 1998, ISBN 3822885983
- Tom of Finland: The Comic Collection. Vol. 1-5. Dian Hanson, ed. London: Taschen, 2005. ISBN 3822383497
- Arell, Berndt; Mustola, Kati, , Helsinki: Like, 2006, ISBN 952-471-843-X